# Bahnbetriebe Blumberg
Die Bahnbetriebe Blumberg GmbH & Co. KG, abgekürzt BB, ist ein öffentliches Eisenbahninfrastrukturunternehmen (EIU). Es wurde im Juli 2013 gegründet. Über die gleichzeitig gegründete Bahnbetriebe Blumberg Verwaltungs-GmbH gehört das Unternehmen der Stadt Blumberg. Im September 2013 wurde der Verkehrsbetrieb Museumsbahn der Stadt ausgegliedert und vom Unternehmen übernommen.
Als EIU betreiben die Bahnbetriebe Blumberg 61,1 von insgesamt 61,7 Kilometern der Bahnstrecke Lauchringen–Hintschingen. Der Zuständigkeitsbereich beginnt am Einfahrsignal des Bahnhofs Lauchringen (Infrastrukturgrenze beim Kilometer 0,3) und reicht bis zum Blocksignal der Abzweigstelle Hintschingen (Infrastrukturgrenze beim Kilometer 61,4). Hierfür liegt eine Betriebsgenehmigung mit der Geltungsdauer vom 1. Februar 2014 bis zum 31. Januar 2064 vor.
- Die Teilstrecke Bahnhof Lauchringen bis Bahnhof Weizen haben die Bahnbetriebe von der Deutschen Bahn gepachtet und betreiben seit September 2018 einen Teilverkehr, ausgehend vom Bahnhof Waldshut bis Wutöschingen beziehungsweise Eggingen.
- Die Teilstrecke zwischen dem Bahnhof Weizen und dem Bahnhof Blumberg-Zollhaus ist als Sauschwänzlebahn bekannt.
- Die Teilstrecke Blumberg-Zollhaus bis Abzweigstelle Hintschingen (Anschluss zur Schwarzwaldbahn) befindet sich im Besitz der Bahnbetriebe. Auf dem Abschnitt fährt die Hohenzollerische Landesbahn (HzL) als Teil des Ringzug-Systems täglich im öffentlichen Personennahverkehr.[5]

Der Betrieb wird gemäß der Fahrdienstvorschrift für Nichtbundeseigene Eisenbahnen (FV-NE) durchgeführt, wobei der Zugleiter den Betrieb vom Bahnhof Blumberg-Zollhaus aus steuert.
Zwischen Lauchringen und Blumberg-Zollhaus führen die Bahnbetriebe Blumberg als Eisenbahnverkehrsunternehmen (EVU) Güter- und Personenverkehr durch (Genehmigung vom 15. Januar 2014 bis 31. Dezember 2028).

## Aktivitäten

### Museumsverkehr
Nach Erlaubnis des Regierungspräsidiums Freiburg waren bis zum Jahresende im Winter 2018 neben sieben Betriebsfahrten auch 14 Publikumsfahrten durchgeführt worden. In den Fahrplan 2019 wurden zwischen 30. November und 15. Dezember sechs Adventsfahrten aufgenommen. Nach der Sperrung infolge der Corona-Pandemie wird der Betrieb der Museumsbahn ab 2. Juli 2020 wieder aufgenommen. Die Fahrten „an den ersten drei Adventswochenenden“ sind vorgesehen.

### Verkehr Waldshut–Stühlingen

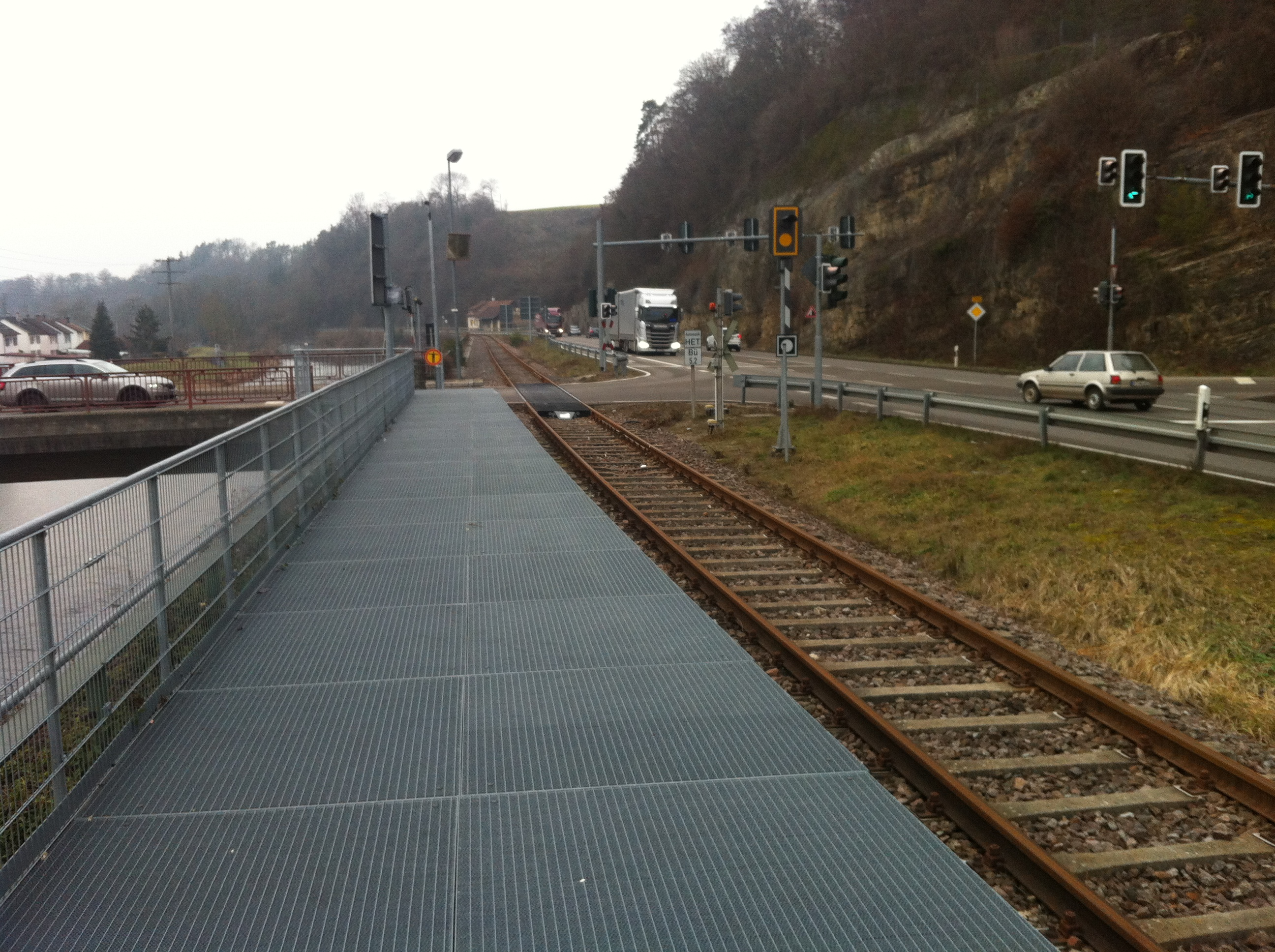
Neuer Bahnsteig der Gemeinde Wutöschingen im Wutachtal

Der auf Initiative Wutöschingens ab September 2018 bis Eggingen eingerichtete Schülerverkehr – in erster Linie abgestimmt auf die Alemannenschule Wutöschingen – wird ab 16. Dezember 2019 mit acht Zugverbindungen pro zwischen Waldshut und Stühlingen angeboten. In Stühlingen wird derzeit ein 50 Meter langer Bahnsteig mit Wetterschutz gebaut. „Stühlingen hat dafür 70.000 Euro im Haushalt bereitgestellt. […] Der Landkreis fördert die Strecke mit 10.000 Euro jährlich“ und ein Vertreter des Landesministerium für Verkehr kündigte an, „die Verbindungen aus Regionalisierungsmitteln [zu] finanzieren. […] Ende 2020 werde über das weitere Vorgehen entschieden.“ Ab 2019 seien in den darauffolgenden fünf bis sechs Jahren mehrere Investitionen notwendig: Bahnübergänge mit Lichtsignalanlagen und die Beseitigung vorhandener „Schienenstöße“. Dazu kommt das Thema Fahrkartenautomaten. Die Informationsfahrt von Waldshut nach Stühlingen Mitte Juli war mit Organisatoren, Ehrengästen und Publikum voll besetzt.